# Makadamia

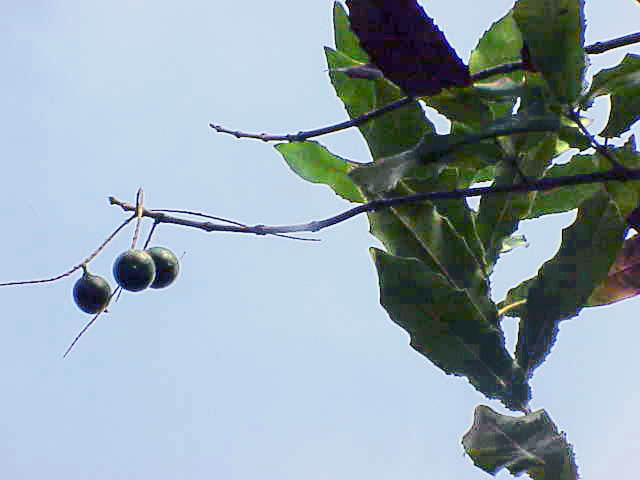
Macadamia ternifolia

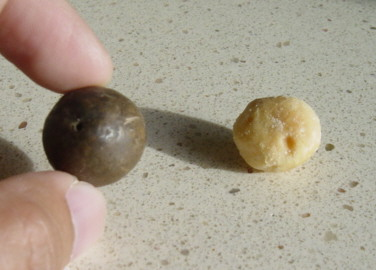
Orzech makadamia w łupinie i obrany

Makadamia (Macadamia) – rodzaj drzew z rodziny srebrnikowatych (Proteaceae). Należy do niego 9 gatunków i 1 mieszaniec. Występują dziko w Australii, na Nowej Kaledonii (jeden gatunek  M. neurophylla) i na Sulawesi (jeden gatunek M. hildebrandii). Uprawiane są obecnie również na Hawajach i w Afryce Południowej. Makadamia została odkryta w Australii w 1857 roku przez botanika Waltera Hilla, który nadał roślinie nazwę Macadamia na cześć swojego przyjaciela, Johna Macadama. Gatunkiem typowym jest M. ternifolia F. v. Mueller.

## Morfologia
Wiecznie zielone drzewa o skórzastych, wąskich i całobrzegich lub ząbkowanych liściach, przeważnie wyrastających po 3-4 w okółku na krótkopędach. Kwiaty drobne, zebrane w gęste, cylindryczne kwiatostany. Owocem jest pestkowiec.

## Systematyka
Pozycja systematyczna według APweb (aktualizowany system APG III z 2009)
Należy do rodziny srebrnikowatych (Proteaceae), która wraz z siostrzaną rodziną platanowatych (Platanaceae) wchodzą w skład rzędu srebrnikowców (Proteales), stanowiącego jedną ze starszych linii rozwojowych dwuliściennych właściwych.
Gatunki
- Macadamia claudiensis C. L. Gross & B. Hyland
- Macadamia erecta J. A. McDonald & R. Ismail
- Macadamia grandis C. L. Gross & B. Hyland
- Macadamia hildebrandii Steenis
- Macadamia hybr.
- Macadamia integrifolia Maiden & Betche
- Macadamia jansenii C. L. Gross & P. H. Weston
- Macadamia ternifolia F. Muell.
- Macadamia tetraphylla L. A. S. Johnson
- Macadamia whelanii (F. M. Bailey) F. M. Bailey

## Zastosowanie
Makadamia uprawiana jest dla smacznych orzechów, których jądro składa się w 77% z tłuszczów, w tym kwasów jednonienasyconych, białka i innych składników odżywczych. Największym producentem obecnie jest Południowa Afryka produkująca 54 tysiące ton orzechów rocznie. Olej znajduje zastosowanie również do produkcji kosmetyków.

## Toksyczność dla psów
Z nieznanych na razie powodów orzechy makadamii są trujące dla psów. Objawy mogą wystąpić już po podaniu 2,4 g na kilogram masy ciała (kilkanaście łuskanych orzechów dla 10 kg psa) i obejmują wymioty, ataksję, osłabienie, drgawki i możliwą hipotermię. Objawy występują w ciągu 12 godzin i ustępują zwykle samoczynnie do 48 godzin.